# Dongguk Tonggam
La Dongguk Tonggam (Espejo general del Estado de Oriente) es una obra de la Historia de Corea compilada en el siglo XV por Seo Geo-jeong (1420 – 1488) y otros eruditos. Originalmente encargado por el rey Sejo en 1446, fue terminada durante el reinado de Seongjong de Joseon, en 1485. El oficial Choe Bu fue uno de los eruditos que ayudó a compilar y editar la obra. Las obras anteriores en que pudieron haberse basado no han sobrevivido. El Dongguk Tonggam es el registro más antiguo existente en la lista los nombres de los gobernantes de Gojoseon después Dangun.